# 옌네
옌네(이탈리아어: Jenne)는 이탈리아 라치오주 로마현에 위치한 코무네다. 로마로부터 동쪽 60km 거리에 있다. 12세기 후반에 교황 알렉산데르 4세가 태어났던 곳이다.